# Geodia acanthylastra
Geodia acanthylastra är en svampdjursart som beskrevs av Lendenfeld 1910. Geodia acanthylastra ingår i släktet Geodia och familjen Geodiidae. Inga underarter finns listade i Catalogue of Life.